# Petewilliamsita
La petewilliamsita és un mineral de la classe dels fosfats. Anomenada així en honor del professor Peter A. Williams de la Universitat de Western Sydney (Austràlia), per les seves contribucions a l'estudi dels minerals secundaris.

## Classificació
Segons la classificació de Nickel-Strunz, la petewilliamsita pertany a «08.FA - Polifosfats, poliarsenats i [4]-polivanadats, sense OH i H₂O; dímers que comparteixen vèrtex de tetraedres» juntament amb els següents minerals: blossita, chervetita, pirocoproïta, pirofosfita i ziesita.

## Característiques
La petewilliamsita és un arsenat de fórmula química (Ni,Co)30(As₂O₇)15. Cristal·litza en el sistema monoclínic. Forma pegats disseminats d'agregats mil·limètrics que consten de cristalls de mides entre les 20 micres i els 0,3 mm.

## Formació i jaciments
En la seva localitat tipus s'ha descrit en vetes de niquelina en quars. En aquesta mateixa localitat tipus, s'ha trobat associada a xanthiosita, rooseveltita, quars, paganoïta, niquelina, bunsenita, bismut natiu i aerugita. S'ha descrit només a la seva localitat tipus a Saxònia, Alemanya.